# Chiesa dei Santi Senesio e Teopompo (Castelvetro di Modena)
La chiesa dei Santi Senesio e Teopompo è la parrocchiale di Castelvetro di Modena, in provincia di Modena ed arcidiocesi di Modena-Nonantola; fa parte della vicariato della Pedemontana Est.

## Storia

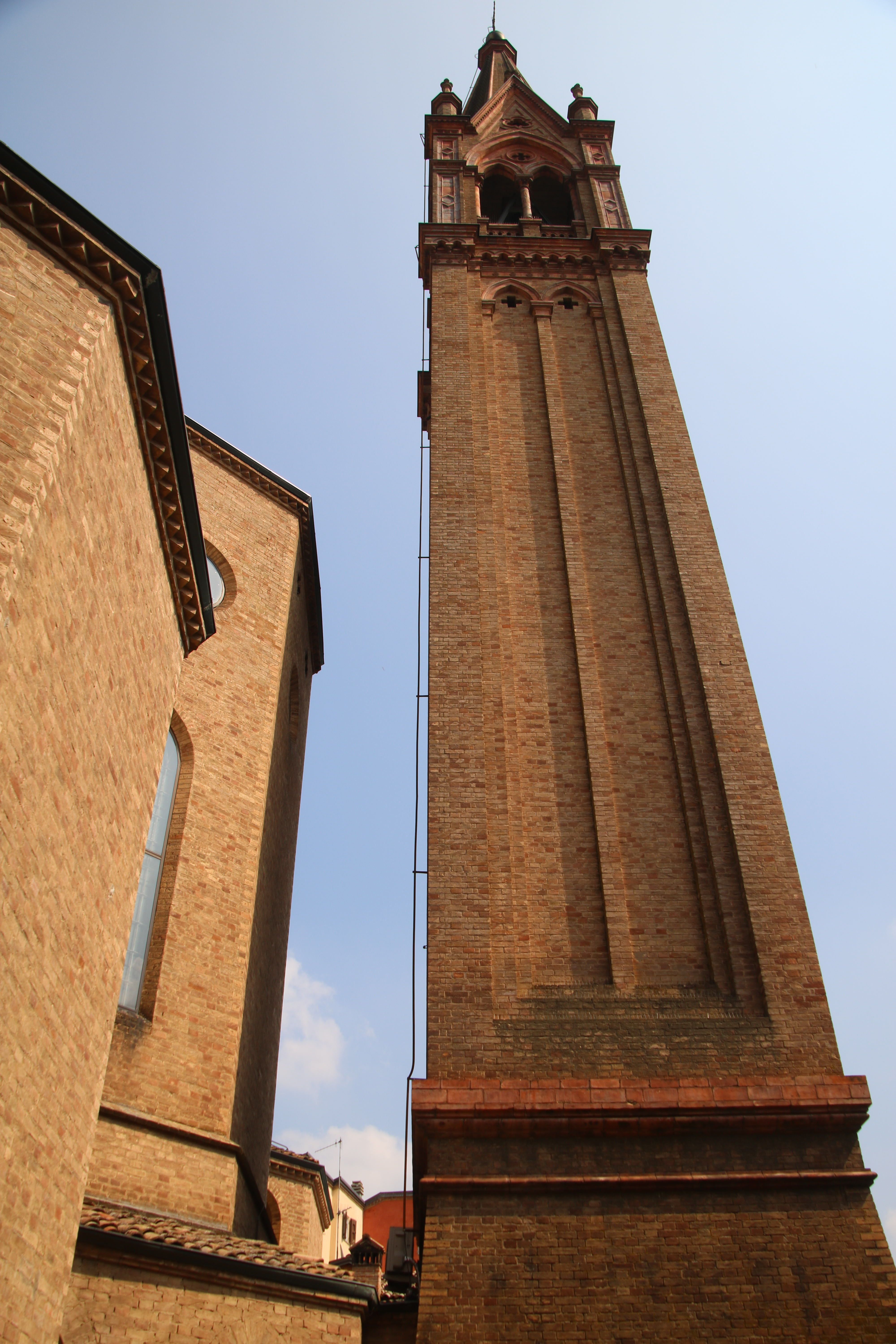
Il campanile

La primitiva chiesa di Castelvetro, già presente nel X secolo, sorse come cappella privata dei marchesi Rangoni; successivamente, in seguito alla traslazione della parrocchialità dall'antica chiesa di Santa Maria del Gherlo, situata fuori dal borgo, all'oratorio in paese, quest'ultimo fu oggetto di un ampliamento in modo da poter ospitare tutti i fedeli.
Questa chiesetta aveva l'altare maggiore rivolto ad est, mentre l'ingresso ad ovest.
Nel 1501 una scossa di terremoto danneggiò la chiesa, che dovette pertanto venir restaurata; nel 1613 vennero costruiti il campanile e le cappelle laterali.
Nel 1758 la chiesa fu oggetto di un consolidamento in quanto lesionata dalle oscillazioni del campanile.

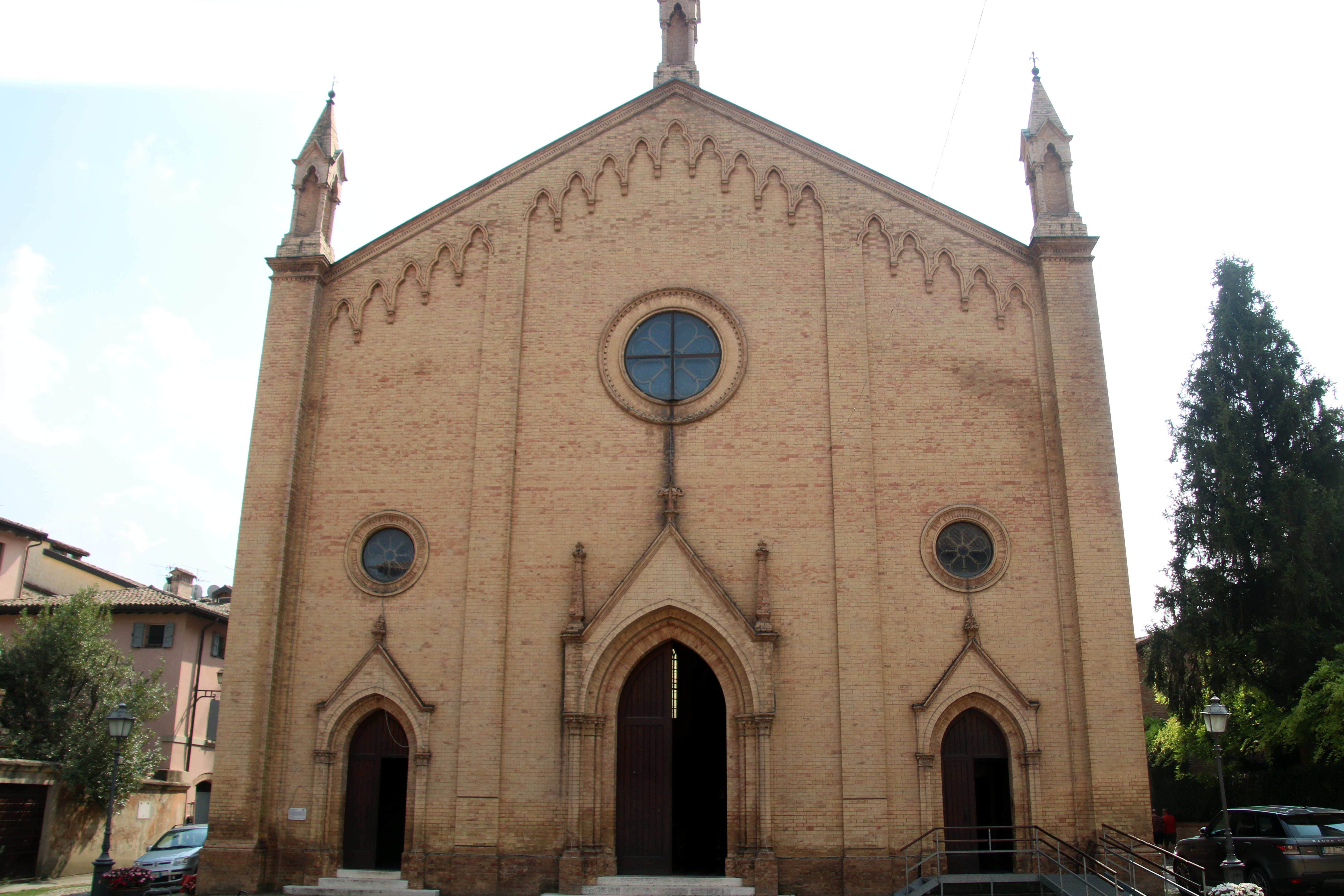
La facciata della chiesa

Nel 1897 venne posta la prima pietra dell'attuale parrocchiale; la nuova chiesa, progettata da Carlo Barberi e realizzata lì dove precedentemente sorgeva una chiesetta medievale intitolata alla Vergine Maria, fu consacrata nel 1907. La vecchia chiesetta venne quindi sconsacrata ed adibita ad abitazione privata.
Nell'aprile del 1929 iniziarono i lavori di costruzione del campanile, disegnato dall'architetto parmigiano Uccelli con l'ausilio dell'ingegner Lorenzo Manfredini; fu portato nel settembre del 1930.

## Descrizione

### Facciata
La facciata a capanna della chiesa, che è in mattoni, è scandita da lesene e da pilastri e presenta tre portali sopra i quali s'aprono altrettanti rosoni e sotto la linea di fondo degli archetti pensili, opera di Amilcare Barani.

### Interno
L'interno della chiesa è suddiviso in tre navate, delle quali la centrale presenta un'altezza maggiore; tutte e tre terminano con un'abside poligonale.
Opere di pregio qui conservate sono l'altare maggiore, progetto da Carlo Barberi e realizzato in marmo di Carrara, la statua della Madonna, i medaglioni dei Misteri del Rosario, il pulpito ed il battistero.